# Hase Maria Grażyna
Hase Maria Grażyna (Varsó, 1939. január 12. –) lengyel modell, Szécsi Pál volt felesége. 

## Élete
1957 októberében jelent meg először a lengyel Przekrój (Keresztmetszet) című lap borítóján (fotó: Wojcieh Plewiński). 1959-ben kezdett modellként dolgozni a varsói szövetkezeti ruházati laboratóriumban, amit akkor Zofia Kozicka vezetett. Számos lengyel, és külföldi divatbemutatókon is részt vett, többek között Budapesten is, ahol egy divatbemutató alkalmával találkozott a szintén manökenként tevékenykedő Szécsi Pállal. Az ismeretségből szerelem lett, majd 1962-ben összeházasodtak. Egy ideig Budapesten éltek, majd Lengyelországba költöztek. A házasság rövid életű volt. Modellként 1967-ben Drziekankában is fellépett, illetve együttműködött a lengyel Divat, a Telimena, és Leda, valamint a Varsói Ruhaipari Gyárral is. 1960 és 1967 között Barbara Hoff ruhakollekcióját mutatta be, majd a Rrzekrój heti divatmagazin szerkesztője lett. Modellként 1969-ig dolgozott.
1967-től ruhák tervezésével kezdett el foglalkozni. Moszkvai tartózkodása után az orosz divat iránt kezdett el érdeklődni, és Kozak Look kollekcióit mutatta be, melyek klasszikus szőrme, kabát, sapka-darabokból álltak. Ebben az évben a Varsói Szépművészeti Akadémián kezdte meg tanulmányait, ahol először építészetet, majd grafikát tanult. 
Mint tervező, először a lengyel Cora ruházati cégnél kezdett el dolgozni, majd nemzetközi érdeklődés mutatkozott tervezett ruhái iránt, melyeket az angol Sunday Times-ban is leközöltek, és meghívták Svájcba is kollekcióival. A 70-es években Torontóban, Berlinben, Bécsben, és New Yorkban is szerepelt kollekcióival.
A '70-es években felfedezte Małgorzata Niemen és Katarzyna Butowtt modelleket a divatvilág számára, majd a 80-as években a Fashion and Style ruházati szövetkezet művészeti igazgatója volt. 1975 és 1978 között a Sztandar Młodych című napilapban a "Boutique Grażyna Hase" című rovatot szerkesztette. 
Jelmezeket tervezett filmekhez, és színházi előadásokhoz, ruhákat tervezett többek között Halina Frąckowiak, Irena Jarocka és Anna Jantarnak is. 
1980-ban létrehozta, és vezette saját Ochota Hase Cotton World nevű áruházát a varsói Grójecka utcában, és saját divatgalériáját is, Galeria Grażyna Hase néven Varsó központjában, a Marszałkowska utcában.
2003-ban Arany Érdemkereszttel tüntették ki a lengyel iparművészet fejlesztésének és népszerűsítésének alkalmából.

## Színházi és jelmeztervek
- 1974 - a Csillagok tele című film jelmezterve. rendező: Janusz Kondratiuk
- 1976 - Pillangó vagyok, vagy egy 40 éves romantikus film. rendező: Jerzy Gruza
- 1979 - Tadeusz Różewicz Laocoon Group előadása , rendező: Ryzyrd Krzyszycha. Bemutató  a Drámai Színházban A Częstochowai Adam Mickiewicz Egyetemen.
- 1979 - látvány a harmadik programban , rendező: Stefan Wenta. Bemutató a Violetta Villas Syrena Színház részvételével Varsóban
- 1980 - Sasha és Artur Maria Swinarski istenek látványa. rendező: Ignacy Gogolewski
- 1984 - Ryszard Gronski és Daniel Passent szex és pénz. Bemutató a varsói Syrena Színházban
- 1980 - Misicabaret Jan Pietrzak a Musical Színházban Gdynia (közösen Robert Knuth)
- 1984 - Sławomir Mrożek boldog rendezvénye , rendező: Wowo Bielicki az Egyetemes Színházban Jan Kochanowski Radomban

## Külső hivatkozások
- Biográfia [3]
- Hase Maria Grażyna a girlsroom.pl oldalán [4]